# St. Mariä Himmelfahrt (Neuwerk)

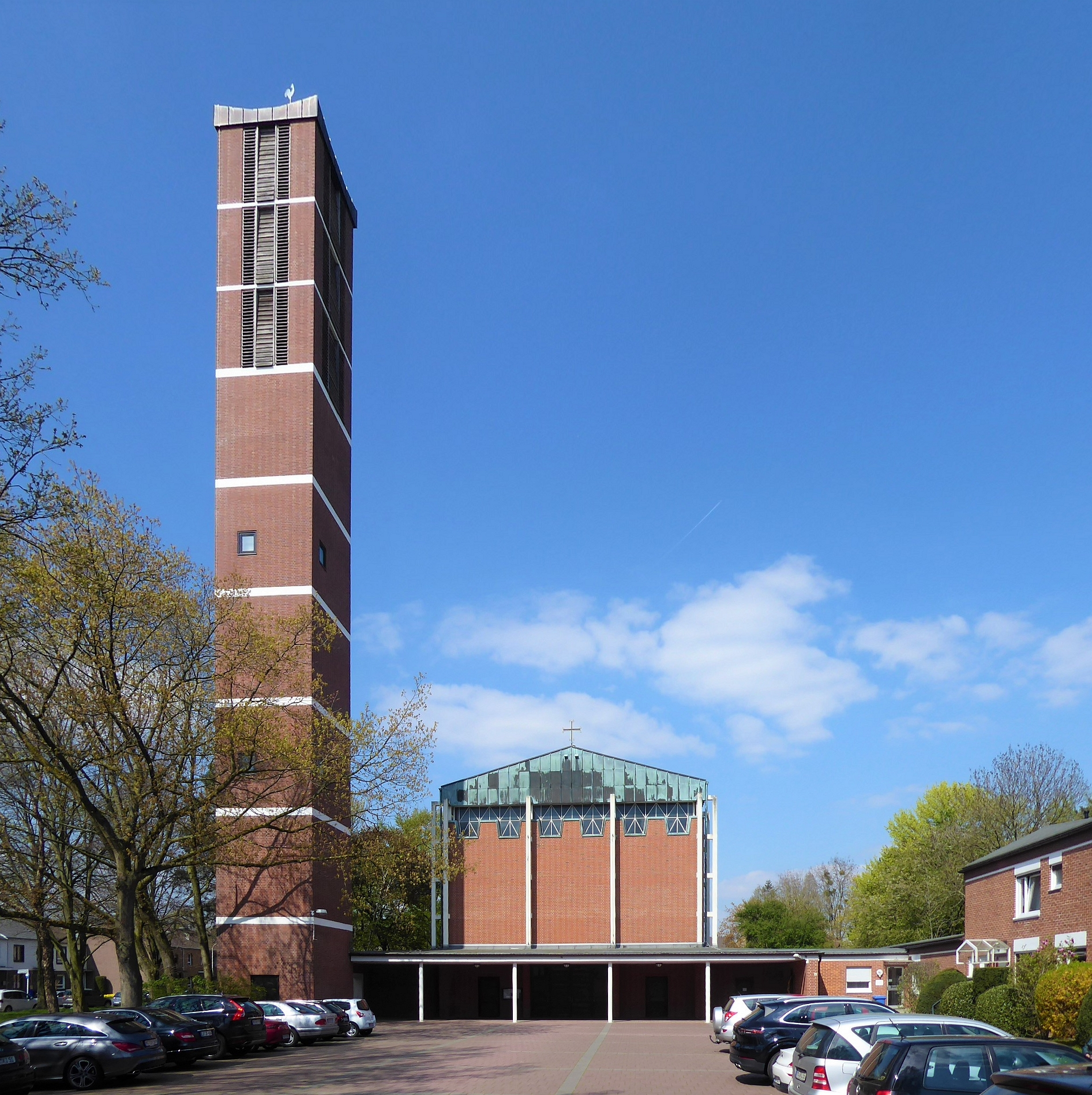
Kirche St. Mariä Himmelfahrt in Neuwerk (2019)

Die römisch-katholische Pfarrkirche St. Mariä Himmelfahrt steht im Stadtteil Neuwerk in Mönchengladbach (Nordrhein-Westfalen), Liebfrauenstraße 18.
Die Kirche wurde vom Architekten Alfons Leitl entworfen und von 1961 bis 1963 erbaut und am 24. Mai 1964 geweiht. Sie wurde unter Nr. L 043 am 17. August 1998 in die Denkmalliste der Stadt Mönchengladbach eingetragen.

## Lage
Im historischen Zentrum Neuwerks, gelegen in unmittelbarer Nachbarschaft des Klostergeländes und des katholischen Friedhofes bildet die Pfarrkirche mit ihren Dienstgebäuden (Pfarramt, Wohnungen für die Geistlichkeit) ein den straßenraumprägendes Gesamtensemble.

## Architektur
Das Kirchengebäude wurde im Zusammenhang mit einem Pfarrzentrum errichtet. Die ursprüngliche Planung sah eine geschlossene, streng symmetrische Rechteckanlage mit der axial ausgerichteten Kirche und dem links frei aufragenden Glockenturm vor. Nicht zur Ausführung gelangten die südwestlichen, zur Liebfrauenstraße orientierten Gebäude, die Gemeindesaal und Jugendheim aufnehmen sollten, und der das Karree abschließende Bibliotheksbau im Südosten an der Engelblecker Straße.
Die Kirche ist als langgestreckter Kubus in Ziegelmauerwerk mit flachem Satteldach ausgebildet, das durch vor die Fassade vorgestellte Stahlträger getragen wird. Die Stirnflächen des Daches sind bis zum oberen Ansatz der Fensteröffnungen, die als sägezahnartig in die Mauerflächen eingreifendes Fensterband gestaltet sind, mit Kupferblech verkleidet. Auf der Giebelspitze steht ein großes Kreuz. Eingeschossige, u. a. die als Sakristei und Seitenschiffe genutzten Räume, umschließen den Baukörper ebenerdig. Linksseitig, angebunden an die Vorhalle, ragt der freistehende Glockenturm empor. Der mit Ziegeln verblendete Turm umfasst bei einer Höhe von 39 m neun Geschosse. Die Zwischendecken treten an der Außenhaut als Sichtbetonstreifen in Erscheinung, die Schallluken reichen über drei Geschosse.
Das Innere der Kirche wird geprägt durch das große hallenartige Mittelschiff, an das sich seitlich, abgesetzt durch die Sichtbetonstreifen der Decken, die von Zwillingssäulen getragenen Seitenschiffe anschließen. Die Innenwände sind gestaltet durch hochkant gestellte Lochziegel in geometrischer Vermauerung. Die Decke wurde bei der letzten Sanierung der Kirche – ebenso wie der umgestaltete Altarraum und die vor die Orgelempore vorgezogene Orgel – aus akustischen Gründen erneuert.